# Сеир
Сеир (хебр. שֵׂעִיר) је планински терен у Палестини између Црвеног и Мртвог мора, на југо-источној периферији Моаба (Пон. 2:8). .
Више пута је спомињан у Библији. Њени тадашњи становници су били Хорити, који су тамо живели пре појаве Семита. Народ Израиља, на челу са Мојсијем, по повратку из Египатског ропства у обећану земљу, задржао се на планини Сеир (Пон. 2:1).
Име "Сеир" на хебрејском значи - "прерасли" и вероватно проистиче од имена поглавица Хорита, који је су ту живели од давнина (Постање 36:20). 
Постоји и други Сеир - брдо у близини Хеброна, које је било у време Јудеје (15:10), близу модерног града Са'ир у западној обали Палестине.